# 썸머 캠프 아일랜드
《썸머 캠프 아일랜드》(영어: Summer Camp Island)는 카툰 네트워크에서 방영하는 미국의 텔레비전 애니메이션 시리즈이다.